# Ito Takuya
Takuya Ito (sinh ngày 30 tháng 12 năm 1976) là một cầu thủ bóng đá người Nhật Bản.

## Sự nghiệp câu lạc bộ
Takuya Ito đã từng chơi cho Yokohama Marinos và Cerezo Osaka.